# Bolivia (Cuba)
Bolivia es el nombre de un municipio cubano de la Provincia de Ciego de Ávila.

## Ubicación
Está localizado en la parte noreste de la provincia, cercana a la Bahía de Jigüey y Cayo Romano, en la parte central de la isla de Cuba y en el extremo norte de la provincia, fue bautizado así en honor al país del mismo nombre, originalmente (1917) se llamó Cunagua pero tras los sucesos políticos de 1959 en Cuba se cambió su nombre al actual.

## Demografía
Según datos del año 2017 el municipio Bolivia tenía 15.597 habitantes, distribuidos en una superficie de 918 km² (91.800 hectáreas)lo que representa una densidad poblacional de 18,1 habitantes/km².